# إدارة تقنية المعلومات
إدارة تقنية المعلومات تقدم الرؤيا، التوجيه الصحيح، الريادة والقيادة بما يتعلق بتقديم جميع الخدمات المتعلقة بتقنية المعلومات، ووضع الاستراتيجيات والسياسات المتعلقة بتقنيات المعلومات لجميع قطاعات وإدارات الوزارة، التخطيط والتنفيذ والإشراف على جميع المشاريع المتعلقة بتطبيقات تقنية المعلومات على مستوى الوزارة حسب معايير التميز التقني، توفير أجهزة الحاسوب والأجهزة المتعلقة بها مثل (الطابعات، الماسحات الضوئية) وضمان عملها بالشكل والجودة المطلوبة، وتوفير تطبيقات وبرمجيات الحاسوب المستخدمة على نطاق الوزارة. توفير ومراقبة وتقديم الدعم للبنية التحتية لتقنية المعلومات والبنية الأساسية للاتصالات وتصميم وصيانة نظام الإنترنت وموقع الشبكة الخاص بالوزارة وتحديثهم بشكل مستمر. وضع الإستراتيجية الخاصة ببرنامج الحكومة الإلكترونية على مستوى الوزارة ووضع برنامج العمل والخطط التنفيذية والأشراف العام عليها للتأكد من تماشيها مع الأهداف الإستراتيجية لهيئة المعلومات العامة.

## مهام ومسؤوليات
تحديد الاحتياجات من البرامج والأنظمة التقنية والعمل على تطويرها وتعزيز عمليات الربط الإلكتروني وفق متطلبات الحكومة الإلكترونية وإستراتيجية الوزارة. التأكد من جاهزية وسلامة وأمن كافة الأجهزة وأنظمة التشغيل التقنية ومتابعة أدائها. تقديم خدمات الدعم والمساندة التقنية لكافة الوحدات التنظيمية في الوزارة. إعداد أنظمة لإدارة محتوى الموقع الإلكتروني للوزارة على الإنترنت. برمجة وحفظ واسترجاع وتعديل نظم المعلومات والبيانات لأنشطة الوزارة. تصميم وصيانة وتحديث نظام الإنترنت وموقع الشبكة الخاص بالوزارة بشكل دوري.